# Szaran (Syria)
Szaran (arab. شران) – miasto w Syrii, w muhafazie Aleppo. W 2004 roku liczyło 2596 mieszkańców.